# امقاع (مودية)

تعديل مصدري - تعديل

امقاع هي إحدى قرى عزلة مودية بمديرية مودية التابعة لمحافظة أبين، بلغ تعداد سكانها 315 نسمة حسب تعداد اليمن لعام 2004.